# Matti Klinga
Matti Klinga (*Finlandia, 10 de diciembre de 1994), futbolista finlandés. Juega de centrocampista y su actual equipo es el FC Lahti.

## Clubes
| Club          | País      | Año           |
| ------------- | --------- | ------------- |
| FC Lahti      | Finlandia | 2011–2014     |
| HJK Helsinki  | Finlandia | 2014-2016     |
| SJK Seinäjoki | Finlandia | 2016-2017     |
| FC Lahti      | Finlandia | 2019-Presente |

## Palmarés

### Campeonatos nacionales
| Título                       | Club     | País      | Año  |
| ---------------------------- | -------- | --------- | ---- |
| Copa de la Liga de Finlandia | FC Lahti | Finlandia | 2013 |

- Datos: Q1910621
- Multimedia: Matti Klinga / Q1910621